# Gelbrand-Scharnierschildkröte
Die Gelbrand-Scharnierschildkröte (Cuora flavomarginata) gehört innerhalb der Familie der altweltlichen Sumpfschildkröten (Geoemydidae) zur Gattung der Scharnierschildkröten (Cuora).

## Beschreibung
Die Gelbrand-Scharnierschildkröte erreicht eine Panzerlänge von bis zu 19 Zentimetern, in der Regel selten mehr als 16 cm. Ihr Carapax ist stark gewölbt und, ebenso wie der Plastron von dunkelbrauner Farbe, auf dem Rückenpanzer verläuft parallel zur Wirbelsäule zudem ein hellgelber Streifen. Die Ränder des Plastrons haben eine etwas hellere Färbung als der restliche Panzer. Die Haut der Schildkröte ist weitgehend braun/grau jedoch verlaufen gelbliche Streifen zu beiden Seiten des Kopfes, dessen Oberseite zudem grünlich gefärbt sein kann. Die Vorderextremitäten verfügen über fünf, die Hinterextremitäten über vier Krallen. Männchen und Weibchen ähneln sich sehr, wobei das Männchen einen an der Wurzel breiteren und längeren Schwanz aufweist, während der Schwanz des Weibchens deutlich kürzer erscheint. Der Kopf männlicher Exemplare kann im Alter etwas muskulöser und dadurch gedrungener wirken. Wie alle Scharnierschildkröten kann die Gelbrand-Scharnierschildkröte mittels eines Scharniers im Bauchpanzer ihre Extremitäten komplett in den Panzer einziehen und vor Fressfeinden verschließen.

## Verbreitung
Die Gelbrand-Scharnierschildkröte kommt vorwiegend im Einzugsgebiet des Jangtsekiang in den chinesischen Provinzen Hunan, Henan, Anhui, Hubei, Chongqing, Sichuan, Zhejiang und Jiangsu sowie auf der Insel Taiwan und den Ryūkyū-Inseln vor.

## Nahrung
Gelbrand-Scharnierschildkröten sind Allesfresser. Ihre Hauptnahrung besteht aus Insekten und Weichtieren, daneben fressen sie auch Pflanzen und Früchte.

## Gefährdung
Seit 2000 wird die Gelbrand-Scharnierschildkröte in der Roten Liste der IUCN als stark gefährdete Art geführt (Status „endangered“). Auf den japanischen Inseln Iriomote-jima und Ishigaki-jima findet sich die Unterart C. f. evelynae, die auf der nationalen Roten Liste gefährdeter Reptilien Japans eine Stufe darunter als gefährdet („vulnerable“) klassifiziert wird.

## Taxonomie
Die Art wurde 1863 von dem britischen Zoologen John Edward Gray als Cistoclemmys flavomarginata erstbeschrieben. Es werden drei Unterarten unterschieden:
- Cuora flavomarginata flavomarginata (Gray 1863)
- Cuora flavomarginata sinensis (Hsü 1930)
- Cuora flavomarginata evelynae Ernst & Lovich 1990[3]